# Effet magnétique chiral

L'effet magnétique chiral dans ZrTe_{5}.

L'effet magnétique chiral (CME) est la génération de courant électrique le long d'un champ magnétique externe induit par un déséquilibre de chiralité. Le CME est un phénomène quantique macroscopique présent dans les systèmes à fermions chiraux chargés, tels que le Plasma quarks-gluons, ou les semi-métaux de Dirac et de Weyl. Le CME est une conséquence d'une anomalie chirale dans la théorie quantique des champs; contrairement à la supraconductivité ou à la superfluidité conventionnelle, elle ne nécessite pas de rupture de symétrie spontanée. Le courant magnétique chiral est non dissipatif, car il est topologiquement protégé: le déséquilibre entre les densités des fermions chiraux gauchers et droitiers est lié à la topologie des champs en théorie des jauges par le théorème d'indice Atiyah-Singer. 
L'observation expérimentale de la CME dans un semi-métal de Dirac ZrTe5 a été rapportée en 2014 par un groupe du Brookhaven National Laboratory et de la Stony Brook University,. Le détecteur STAR du Relativistic Heavy Ion Collider, Brookhaven National Laboratory et ALICE (une expérience de collisions entre ions lourds au Large Hadron Collider du CERN) présentent une preuve expérimentale de l'existence de CME dans le plasma quarks-gluons. 